# Le Molosse surgi du soleil
Le Molosse surgi du soleil (titre original : The Sun Dog) est un roman court de Stephen King publié dans le recueil Minuit 4, paru en septembre 1990. 

## Résumé

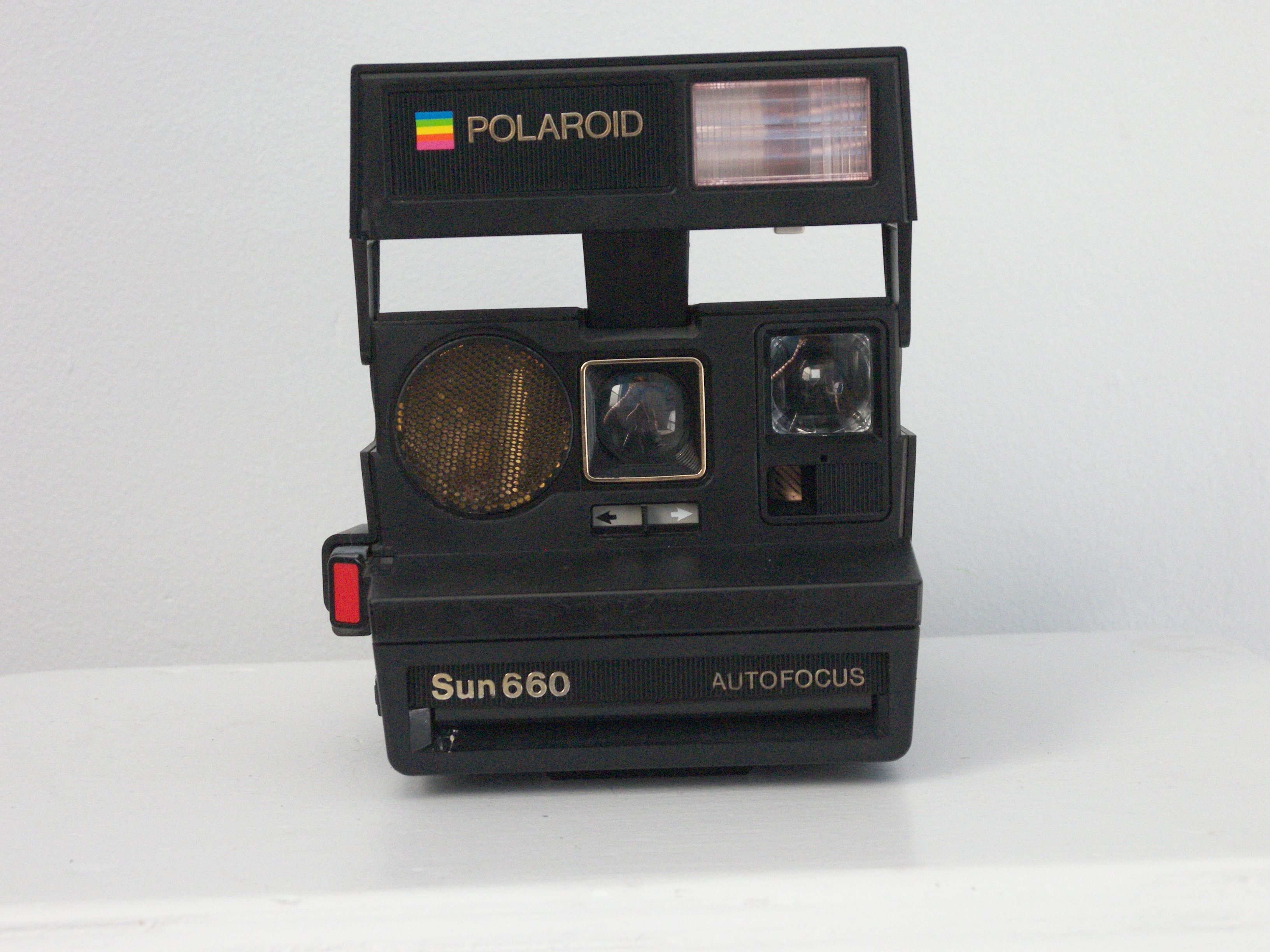
Un Polaroid Sun 660.

L'histoire se déroule à Castle Rock. Le jeune Kevin Delevan, 15 ans, s'est vu offrir pour son anniversaire l'appareil photo de ses rêves mais il s'aperçoit que celui-ci ne prend pas les photos qu'il voudrait mais reproduit toujours la même image, celle d'un chien terrifiant qui se rapproche de plus en plus. Il décide d'aller faire examiner son appareil par le vieux et rusé Pop Merrill, qui tient une brocante. Merrill y voit l'occasion de gagner beaucoup d'argent en revendant l'appareil à un riche passionné d'occultisme et le remplace par un autre du même modèle, que Kevin détruit.
Merrill n'arrive cependant pas à vendre l'appareil et découvre avec horreur qu'il ne peut s'empêcher de se servir compulsivement de l'appareil. Pendant ce temps, Kevin fait d'horribles cauchemars et découvre que Merrill l'a mystifié. Celui-ci décide de détruire l'appareil mais il est désormais totalement sous son contrôle. Au moment où Kevin et son père arrivent pour l'en empêcher, il prend la dernière photo et trouve une mort atroce. Le molosse s'extrait de la dernière photographie et Kevin l'emprisonne à nouveau en prenant une photo de lui avec un appareil du même modèle.
Lors de l'épilogue, Kevin reçoit un ordinateur en cadeau pour ses 16 ans mais, en testant le traitement de texte, la phrase qui sort de l'imprimante n'est pas celle qu'il avait tapé mais un avertissement le prévenant que le molosse est très en colère et qu'il va revenir le chercher.

## Genèse
Stephen King a eu l'idée de cette histoire pendant l'été 1987. Elle lui a été inspiré par l'intérêt de sa femme Tabitha pour la photographie et le Polaroid qu'elle utilisait souvent.

## Accueil
Michael R. Collings estime que l'histoire, qui « effectue la liaison entre La Part des ténèbres et Bazaar », est la plus faible des quatre de Minuit car « le penchant de King pour les détails noie parfois la trame narrative » et « met en lumière l'évidente nécessité d'alléger certains de ses récits ». Écrivant pour Bifrost, Thomas Day évoque une histoire qui « surprend par sa tonalité très bradburyenne » mais « déçoit par sa fin facile » et aurait pu être réduite d'un quart de sa longueur. Pour Stephen Spignesi, le récit part d'un postulat de départ « particulièrement intrigant » et cet « attrait est encore augmenté » par le bon développement de l'idée et la conclusion de l'histoire.